# Geno Adamija
Geno Adamija (gruzínsky: გენო ადამია, 8. března 1936 – 28. září 1993) byl gruzínský vojenský velitel, který se účastnil a padl ve válce v Abcházii.
Adamija se narodil a žil v Suchumi. Když vypukl Gruzínsko-abchazský konflikt, vytvořil velkou dobrovolnickou armádu z řad suchumských občanů mingrelské národnosti, která pomáhala gruzínské armádě i přes to, že obyvatelé Suchumi sympatizovali se svrženým prezidentem Gamsachurdiou, nepřítelem tehdejší gruzínské vlády. S touto armádou pak v roce 1993 bránil Suchumi proti útokům Abchazů a dobrovolnické armády Konfederace horských národů Kavkazu. Pro Gruzínce byl Adamija respektovaný velitel, kterého Eduard Ševardnadze povýšil na generálmajora a jmenoval ho velitelem 23. mechanizované brigády ministerstva obrany Gruzínské republiky. Podle Abchazů byl Adamija pouhým gangsterem, kterého Ševardnadze jmenoval velitelem.
27. září 1993 padlo Suchumi do rukou Abchazů a Adamija byl jedním z mála velitelů gruzínských vojsk, kteří se odmítli vzdát a s malou skupinou věrných bojovníků bojoval v okolí Suchumi do posledního muže. Byl zabit o den později 28. září během potyčky o most Kelasuri. Jeho přátelé pak od Abchazů vykoupili jeho mrtvé tělo a v listopadu ho pohřbili v Tbilisi.

## Vyznamenání
- Řád Vachtanga Gorgasaliho I. třídy
- Řád národního hrdiny – Gruzie, 27. září 2020, in memoriam[4]